# Купреев, Александр Клавдиевич
Александр Клавдиевич Купреев (26 сентября 1900, Белосток, Гродненская губерния, Российская Империя — 26 августа 1975, Москва, СССР) — советский военный деятель, генерал-лейтенант (22.01.1944).

## Биография
Родился 26 сентября 1900 года в городе Белосток, ныне в Подляском воеводстве, Польша. Русский.

### Военная служба

#### Гражданская война
С мая 1918 поступил на военную службу в РККА и служит красноармейцем, а с октября 1919 года — адъютантом 9-го воздухоплавательного дивизиона Восточного фронта, воевал в Среднем Поволжье, Прикамье и на Урале против Чехословацкого корпуса, Народной армии КОМУЧа, Сибирской армии, армий русского Восточного фронта адмирала Колчака. С января 1920 года — инструктор для технических поручений 4-го воздухоплавательного дивизиона Южного фронта в составе которого воюет с войсками Врангеля в Северной Таврии, участвует в Перекопско-Чонгарской операции, в ходе которой был занят Крым.

#### Межвоенные годы
С декабря 1921 года — начальник канцелярии штаба ВВС Украины и Крыма. С апреля 1922 года начальник авиационного отделения штаба ВВС Украинского военного округа. С октября 1923 года — начальник техническо-хозяйственной части 9-го воздушного артиллерийского авиационного отряда УкрВО. С июля 1924 года- начальник хозяйственной части 1-го истребительного авиационного отряда УкрВО. Член ВКП(б) с 1927 года. С октября 1929 года, после окончания мобилизационных курсов при Военно-морской академии, назначен помощником командира 80-го авиационного парка Черноморского флота. С октября 1930 года- слушатель КУНС при Военно-воздушной академии им. профессора Н. Е. Жуковского. С апреля 1931 года — командир-комиссар 80-го авиационного парка ЧФ. С августа 1932 года- начальник снабжения ВВС Черноморского флота.
С октября 1935 года — начальник отделения Управления Морских Сил РККА. С октября 1937 года — 4-го отделения 1-го отдела Управления ВВС РККА. С июля 1938 года — начальник 6 -го отдела (снабжение) авиации ВМФ. В ноябре 1939 года, с началом Советско-финской войны принимает в ней участие. За образцовое выполнение боевых заданий Командования на фронте борьбы с финской белогвардейщиной и проявленные при этом доблесть и мужество, комбриг Купреев был награждён орденом Красной Звезды. С апреля 1940 года — помощник начальника начальника авиации ВМФ по тылу. С марта 1940 года — помощник начальника авиации ВМФ по вооружению, снабжению и ремонту.

#### Великая Отечественная война
С началом войны генерал-майор Купреев служит в прежней должности и успешно занимается организацией снабжения морской авиации всем необходимым для её боевой работы, за что 14 апреля 1942 года, он был награждён орденом Красного Знамени.
С января 1943 года — заместитель начачальника ВВС ВМФ по тылу.
Из наградного листа: «Купреев является одним из самых старейших работников морской авиации и с момента организации тыла ВВС ВМФ все время руководит им. Во время Отечественной войны управлением тыла, под руководством Купреев, не смотря на разбросанность частей и большие трудности с транспортом, проведена исключительно большая работа по обеспечению авиачастей ВВС ВМФ техническим снабжением, самолёто-моторным парком, вооружением и боеприпасами, в результате чего части бесперебойно получали необходимую для них авиационную технику. Волевой, требовательный, прекрасно знающий тыловую работу генерал. Лично сам бывал на всех действующих флотах, где на месте непосредственно оказывал помощь тыловым частям флота»..
28 июня 1945 года, за образцовое выполнение заданий командования, генерал-лейтенант Купреев был награждён орденом Нахимова I степени.
Участник советско-японской войны.

#### Послевоенное время
После окончания войны оставался в прежней должности. С мая 1946 года — начальник Управления снабжения авиации ВМС. С апреля 1947 года — в распоряжении Управления кадров ВМС. С мая 1947 года — заместитель командующего ВВС ВВС 4-го ВМФ по тылу — начальник тыла. С февраля 1952 года — заместитель командующего авиацией ВМС по строительству. С апреля 1953 года — заместитель командующего авиацией ВМФ по аэродромному строительству, с мая того же года — начальник тыла авиации ВМФ. С августа 1956 года генерал-лейтенант Купреев в отставке.
Скончался 26 августа 1975 года. Похоронен на Кунцевском кладбище в Москве.

## Награды
- орден Ленина (21.02.1945)[5][6];
- три ордена Красного Знамени (14.06.1942[7], 03.11.1944[8][6], 20.06.1949[9][6]);
- орден Нахимова I степени (28.06.1945)[10];
- орден Отечественной войны I степени (31.05.1944)[11];
- орден Красной Звезды (21.04.1940)[12]
  - медали в том числе:
  - «За оборону Москвы» (1944)[13];
  - «За оборону Кавказа» (1944)[12];
  - «За победу над Германией в Великой Отечественной войне 1941—1945 гг.» (22.06.1945)[14]
  - «За победу над Японией» (28.02.1946)[15];
- наградное оружие (1956)[3].